# Al Este Bodega y Viñedos

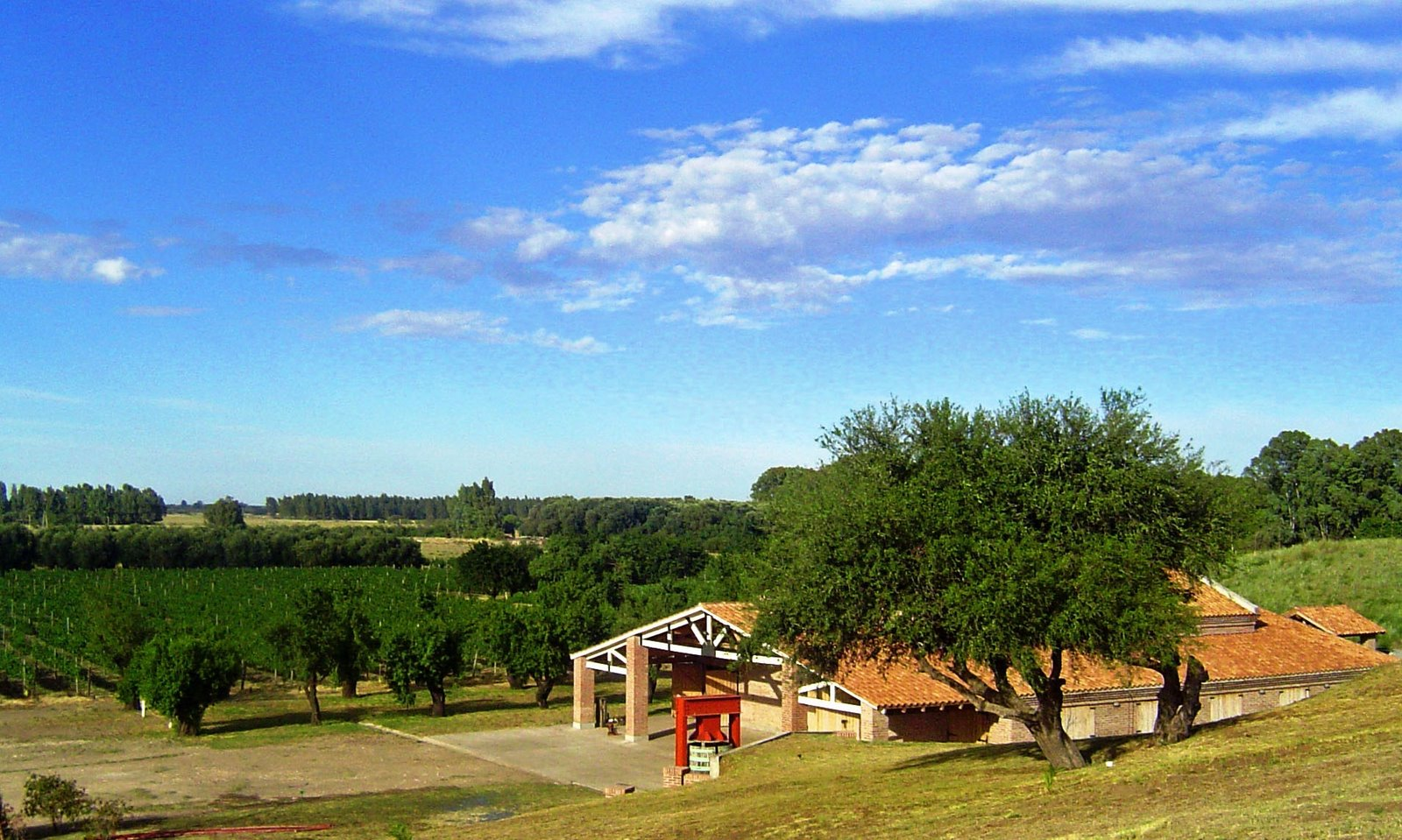
Al Este Bodega y Viñedos à Médanos, Buenos Aires

Al Este Bodega y Viñedos est un domaine viticole de 42 ha situé dans la région de Médanos, dans la province de Buenos Aires en Argentine, proche de l'Océan Atlantique.  Le projet a été développé sous la direction personnelle de l'œnologue italien   Alberto Antonini,.
Dans sa première présentation à un concours de vins, Al Este a gagné une Médaille d'argent dans la catégorie vin blanc dans le Decanter World Wine Awards de 2009, un grand concours de vin de Londres. Le vin d'Al Este a été classé en sixième position parmi les meilleurs chardonnays de 2009.

## Histoire du domaine

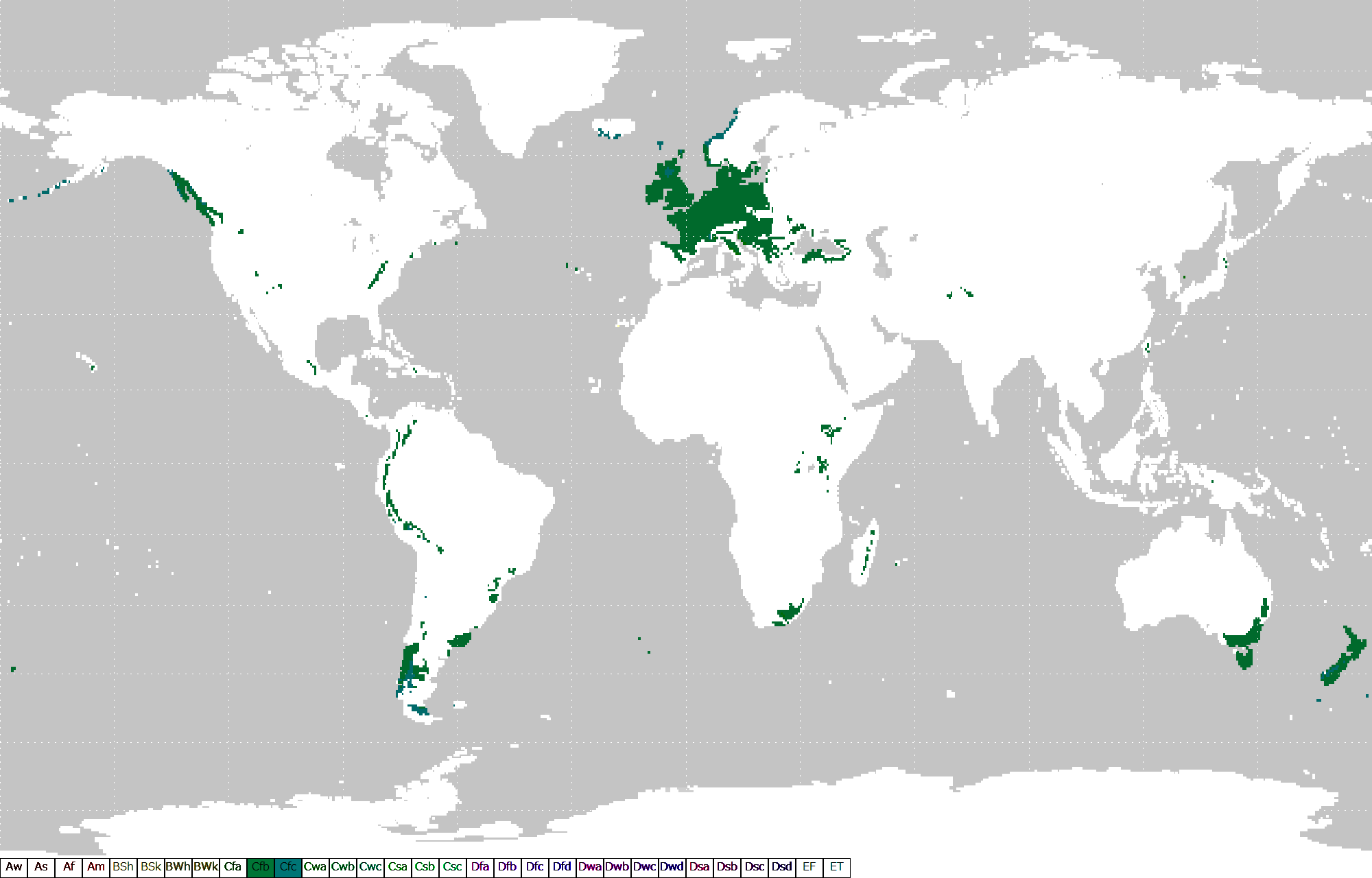
Climat océanique dans le monde

Des immigrants d'Europe sont arrivés à Médanos  au début du XXe siècle, et ils ont rapporté avec eux des traditions de viticulture.  Ils ont commencé une multitude de plantations pour élaborer du vin qui ont disparu à cause de leur mauvaise infrastructure et de l'instabilité du pays.
Le terroir de Médanos a traditionnellement été utilisé pour la pâture et la culture de l'ail.  Les caractéristiques du sol, du climat et de la proximité de la mer sont similaires à quelques terroirs viticoles français.
En 2000, on a planté un hectare et demi pour expérimenter neuf cépages destiné à élaborer des vins de qualité.  Les résultats donnés par l’Instituto Nacional de Tecnología Agropecuaria (INTA) furent positifs, ce qui a permis de planter 25 hectares avec sept cépages sélectionnés.

## Encépagement

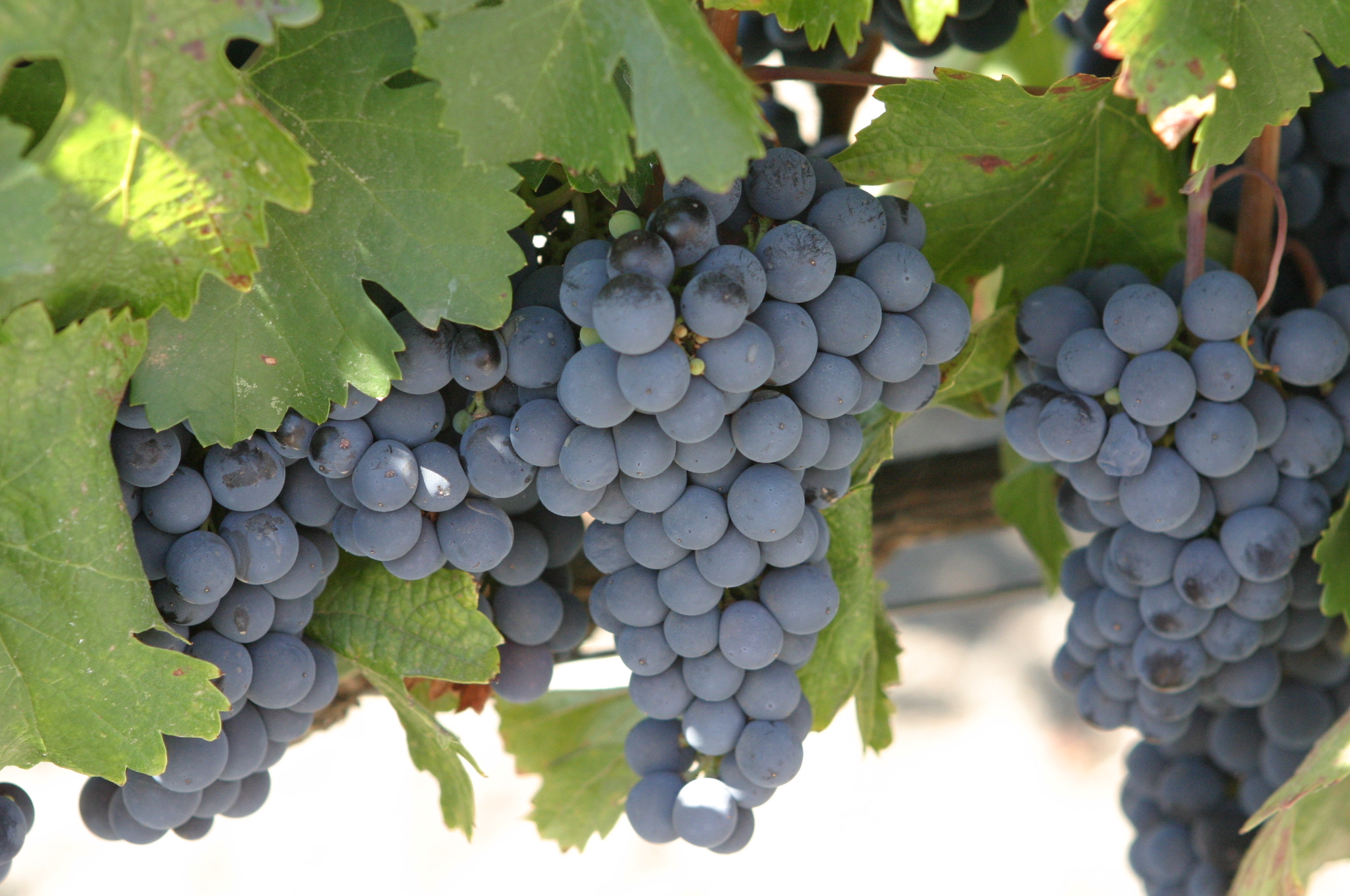
Malbec

L’encépagement du domaine est à dominance de malbec, cabernet sauvignon et sauvignon blanc. Le cabernet franc, merlot, chardonnay et tannat complètent l’encépagement. Ce vignoble a une densité de plantation élevée car c’est un facteur de qualité supplémentaire, chaque pied produisant un petit nombre de raisins.

## Vignobles
Les vignobles sont situés à 39° de latitude sud, où le Pampas et la Patagonie se touchent, a  40 km de l'océan Atlantique.  Pendant le printemps, les forts vents aident au développement d’une peau épaisse qui donne une couleur intense et beaucoup de complexité aux vins de la région. 
Ces plaines sont formées de sables et le sous-sol est principalement calcaire. Le climat est de type océanique qui se caractérise par des hivers très doux et des étés chauds. Le vignoble bénéficie d'un ensoleillement élevé dépassant régulièrement 2 500 heures de soleil par an
- Topographie : Plaine

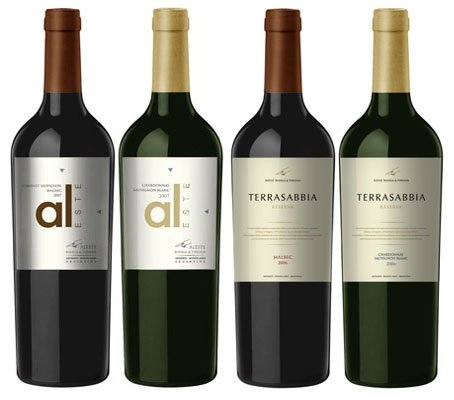
Vins des cuvées Al Este et Terrasabbia

- Sol : Sable sur un plateau calcaire
- Système d’irrigation : par goutte
- Protection gelées : Aspersion
- Récolte : manuelle
- Système de conduction : Espalier

## Le vin
Al Este produit deux cuvées de qualité Al Este et Terrasabbia. Aujourd’hui le vignoble compte 25 hectares en production et une capacité de près de 200 000 bouteilles. Sa production est de 100 000 bouteilles par an actuellement. Le domaine produit des vins rouges et blancs. L'élevage est fait en barriques de chêne français et américain puis en bouteille dans la cave souterraine. C'est le premier vignoble qui produit et vend des vins de qualité dans la province de Buenos Aires.   